# José María Olazábal
José María Olazábal Manterola (* 5. Februar 1966 in Fuenterrabia, Spanien) ist ein spanischer Profigolfer, der sowohl auf der European Tour als auch der nordamerikanischen PGA TOUR und der PGA Tour Champions spielt. Er ist zweifacher Major-Sieger.

## Werdegang
Sein Großvater und sein Vater waren Greenkeeper im Golfclub; bereits im Alter von zwei Jahren kam er so zum Golfspiel. Vor dem Beginn seiner professionellen Karriere 1985 gewann er einige bedeutende Amateur-Meisterschaften.
Mit 21 Jahren kam sein Debüt im Ryder Cup, denen weitere sechs Teilnahmen folgten (anfangs erfolgreich an der Seite von Seve Ballesteros). Neunmal stand Olazábal im spanischen Team beim Dunhill Cup, wobei die beiden letzten Austragungen 1999 und 2000 siegreich beendet wurden. Bei der Seve Trophy war er viermal vertreten, und dabei 2005 als spielender Kapitän der kontinentaleuropäischen Auswahl zugange. 2012 führte er die europäische Mannschaft beim Ryder Cup als Kapitän zum Sieg. Im Jahr darauf gelang ihm das gleiche mit dem kontinentaleuropäischen Team bei der Seve Trophy und mit der europäischen Mannschaft bei der Royal Trophy. Er schaffte damit ein historisches Triple im professionellen Mannschaftsgolfsport.
Olazábal gewann bislang 26 Turniere auf den beiden wichtigsten Turnierserien Europas und der USA, darunter zwei Masters-Siege (1994 und 1999). Zwischen 1986 und 2000 stand er zehnmal in den Top 10 der europäischen Geldrangliste.
2013 wurde er mit dem Prinz-von-Asturien-Preis für Sport ausgezeichnet.
Seit 2016 spielt Olazábal auf der PGA Tour Champions.

## Persönliches
Er wurde nicht nur durch sein herausragendes Golfspiel bekannt, sondern auch durch seine Emotionen: Er brach sich nach einer schlechten Auftaktrunde bei den US Open 1999 die rechte Hand, als er vor lauter angestauter Wut gegen die Wand seines Hotelzimmers schlug.
Noch bemerkenswerter ist jedoch sein Kampfgeist auch abseits des Golfplatzes; schließlich stand er im Jahre 1995 am Rande der Invalidität, als bei ihm rheumatoide Arthritis in beiden Fußgelenken diagnostiziert wurde. Über 18 Monate war es Olazábal kaum möglich zu laufen, geschweige denn zu trainieren.
Nach einer Reihe von erfolglosen Behandlungen suchte er letztendlich den Münchner Sportmediziner Hans-Wilhelm Müller-Wohlfahrt auf, der als tatsächlichen Grund von Olazábals Leiden einen eingeklemmten Nerv in der Wirbelsäule feststellen konnte.
Nach entsprechender Therapie kämpfte sich Olazábal binnen kurzer Zeit zurück in die Weltspitze.

## European Tour Siege
- 1986: Ebel European Masters Swiss Open, Sanyo Open
- 1988: Volvo Belgian Open, German Masters
- 1989: Tenerife Open, KLM Dutch Open
- 1990: Benson & Hedges International Open, Carroll’s Irish Open, Lancome Trophy
- 1991: Open Catalonia, Epson Grand Prix of Europe
- 1992: Turespana Open de Tenerife, Open Mediterrania
- 1994: Turespana Open Mediterrania, Volvo PGA Championship
- 1997: Turespana Masters Open de Canarias
- 1998: Dubai Desert Classic
- 2000: Benson and Hedges International Open
- 2001: Open de France
- 2002: Omega Hong Kong Open
- 2005: Mallorca Classic

## PGA Tour Siege
- 1990: NEC World Series of Golf
- 1991: The International
- 1994: The Masters, NEC World Series of Golf
- 1999: The Masters (zählt auch zur European Tour)
- 2002: Buick Invitational

Major Championships sind fett gedruckt.

## Andere Turniersiege
- 1989: Visa Taiheiyo Masters (Japan Golf Tour)
- 1990: Visa Taiheiyo Masters (Japan Golf Tour)

## Teilnahmen an Teambewerben
- Ryder Cup (für Europa): 1987 (Sieger), 1989 (remis, Cup verteidigt), 1991, 1993, 1997 (Sieger), 1999, 2006 (Sieger); 2012 (non playing captain)
- Alfred Dunhill Cup (für Spanien): 1986, 1987, 1988, 1989, 1992, 1993, 1998, 1999 (Sieger), 2000 (Sieger)
- World Cup (für Spanien): 1989, 2000
- Four Tours World Championship: 1987, 1989
- Seve Trophy (für Kontinentaleuropa): 2000 (Sieger), 2002, 2003, 2005 (playing captain), 2013 (Sieger, als non playing captain)
- Royal Trophy (für Europa): 2009 (non playing captain), 2013 (Sieger, non playing captain)

## Resultate bei Major Championships
| Turnier               | 1984 | 1985  | 1986 | 1987 | 1988 | 1989 | 1990 | 1991 | 1992 | 1993 | 1994 | 1995 | 1996 | 1997 | 1998 | 1999 |
| --------------------- | ---- | ----- | ---- | ---- | ---- | ---- | ---- | ---- | ---- | ---- | ---- | ---- | ---- | ---- | ---- | ---- |
| The Masters           | DNP  | CUT   | DNP  | CUT  | DNP  | T8   | 13   | 2    | T42  | T7   | 1    | T14  | DNP  | T12  | T12  | 1    |
| US Open               | DNP  | DNP   | DNP  | T68  | DNP  | T9   | T8   | T8   | CUT  | CUT  | CUT  | T28  | DNP  | T16  | T18  | WD   |
| The Open Championship | CUT  | T25LA | T16  | T11  | T36  | T23  | T16  | T80  | 3    | CUT  | T38  | T31  | DNP  | T20  | T15  | CUT  |
| PGA Championship      | DNP  | DNP   | DNP  | CUT  | DNP  | CUT  | T14  | CUT  | CUT  | T56  | T7   | T31  | DNP  | CUT  | CUT  | CUT  |

| Turnier               | 2000 | 2001 | 2002 | 2003 | 2004 | 2005 | 2006 | 2007 | 2008 | 2009 | 2010 | 2011 | 2012 | 2013 | 2014 | 2015 | 2016 | 2017 | 2018 |
| --------------------- | ---- | ---- | ---- | ---- | ---- | ---- | ---- | ---- | ---- | ---- | ---- | ---- | ---- | ---- | ---- | ---- | ---- | ---- | ---- |
| The Masters           | CUT  | T15  | 4    | T8   | 30   | CUT  | T3   | T44  | CUT  | CUT  | DNP  | CUT  | CUT  | T50  | T34  | CUT  | DNP  | CUT  | CUT  |
| US Open               | T12  | CUT  | T50  | CUT  | DNP  | DNP  | T21  | T45  | DNP  | DNP  | DNP  | DNP  | DNP  | CUT  | DNP  | DNP  | DNP  | DNP  | DNP  |
| The Open Championship | T31  | T54  | CUT  | CUT  | DNP  | T3   | T56  | DNP  | DNP  | DNP  | DNP  | DNP  | DNP  | DNP  | DNP  | DNP  | DNP  | DNP  | DNP  |
| PGA Championship      | T4   | T37  | 69   | T51  | CUT  | T47  | T55  | CUT  | DNP  | DNP  | DNP  | CUT  | CUT  | DNP  | DNP  | DNP  | DNP  | DNP  | DNP  |

| Turnier               | 2019 | 2020 | 2021 | 2022 | 2023 | 2024 | 2025 |
| --------------------- | ---- | ---- | ---- | ---- | ---- | ---- | ---- |
| The Masters           | CUT  | CUT  | T50  | CUT  | CUT  | T45  | CUT  |
| PGA Championship      | DNP  | DNP  | DNP  | DNP  | DNP  | DNP  |      |
| US Open               | DNP  | DNP  | DNP  | DNP  | DNP  | DNP  |      |
| The Open Championship | DNP  | KT   | DNP  | DNP  | DNP  | DNP  |      |

LA= Bester Amateur

DNP = nicht teilgenommen

CUT = Cut nicht geschafft

„T“ geteilte Platzierung

KT = Kein Turnier (Ausfall wegen Covid-19)

Grüner Hintergrund für Sieg

Gelber Hintergrund für Top 10.